# 雷玉其
雷玉其（1951年5月19日—），籍貫河南省開封縣，中華民國空軍二級上將退役，曾任總統府戰略顧問、副參謀總長、空軍司令、空軍作戰指揮部指揮官、國防部資源司長、空軍官校校長。

## 生平
雷玉其畢業於中華民國空軍軍官學校第54期、三軍大學空軍指揮參謀學院72年班、戰爭學院83年班，曾任空軍官校校長、空軍司令、參謀本部空軍副參謀總長、總統府戰略顧問等職。2009年，他晉升為中華民國空軍司令。2011年1月，雷玉其以軍中人手為其子操辦婚禮一事曝光後，與副參謀總長嚴明職位互換，同年5月，轉任總統府戰略顧問，至2016年5月卸任退休。